# Antônio Carlos Paiva
Antônio Carlos Paiva (* 9. Mai 1968 in Alto Rio Doce, Minas Gerais) ist ein brasilianischer römisch-katholischer Geistlicher und Koadjutorbischof von Oliveira.

## Leben
Antônio Carlos Paiva studierte Philosophie am Priesterseminar Maria Imaculada in Araxá und Theologie am Priesterseminar Dom José André Coimbra in Patos de Minas. Am 15. November 1999 empfing er durch Bischof João Bosco Oliver de Faria das Sakrament der Priesterweihe für das Bistum Patos de Minas.
Nach Aufgaben in der Pfarrseelsorge war er von 2001 bis 2003 und erneut von 2016 bis 2020 Regens des Priesterseminars Dom José André Coimbra. Von 2003 bis 2004 war er Generalvikar des Bistums Patos de Minas. Anschließend erwarb er nach weiterführenden Studien an der Päpstlichen Universität Gregoriana in Rom das Lizenziat in spiritueller Theologie. Von 2006 bis 2016 war er in seinem Heimatbistum erneut in der Pfarrseelsorge tätig. Vor der Ernennung zum Bischof war er zuletzt Dekan und lehrte als Professor am Priesterseminar. Außerdem gehörte der dem Priesterrat und dem Konsultorenkollegium sowie weiteren diözesanen Gremien an.
Papst Franziskus ernannte ihn am 8. April 2025 zum Koadjutorbischof von Oliveira. Der Bischof von Patos de Minas, Cláudio Nori Sturm OFMCap, spendete ihm am 14. Juni desselben Jahres in Patos de Minas die Bischofsweihe. Mitkonsekratoren waren der Bischof von Oliveira, Miguel Ângelo Freitas Ribeiro, und der emeritierte Erzbischof von Diamantina, João Bosco Oliver de Faria.